# Списък на реките в Русия (водосборен басейн на Тихия океан)
В списъка са включени всички реки над над 200 км, принадлежащи към басейна на Тихия океан. Към водосборния басейн на Тихия океан на територията на Русия, попадат водосборните басейни на: Берингово море, Охотско море и Японско море.
Списъкът е съставен на следния принцип: море — река – приток от първи порядък – приток от втори порядък и т.н. Пред всеки от притоците, от втори порядък нататък, е поставен километърът, на които се влива второстепената в главната река, като километрите са отчетени от устието към извора на реката с по-висок порядък в съответствие с „Държавния воден регистър на Русия“. Притоците са подредени от извора към устието на реката от по-голям порядък. Изключения правят тези реки, които не се вливат директно в реката от по-горен порядък, а в някой неин проток, ръкъв или близко езеро. Със съответната стралка са показани кой приток от коя страна на реката се влива: → ляв приток, ← десен приток, считано по посоката на течението на реката с по-голям порядък. След името на съответната река са показани нейната дължина (в км) и площта на водосборния ѝ басейн (в км2). Ако част от реката или част от водосборния ѝ басейн се намира извън пределите на Русия има звездичка (*) или число показващо километрите само на територията на Русия.

## Разпределение по басейни
| Водосборен басейн | Над 1000 км | От 500 до 999 км | От 200 до 499 км | От 100 до 199 км | Общо |
| ----------------- | ----------- | ---------------- | ---------------- | ---------------- | ---- |
| Берингово море    | 1           | 2                | 24               | 74               | 101  |
| Охотско море      | 4           | 11               | 86               | 257              | 358  |
| Японско море      | –           | 1                | 3                | 6                | 10   |
| Тихи океан (общо) | 5           | 14               | 113              | 337              | 469  |

### Берингово море
- Ергувеем 214 / 5450
- Канчалан 426 / 20 600

- 14 ← Инпингевкуул 205 / 3110

- Анадир 1150 / 191 000

- 759 ← Яблон 242 / 9280
- 740 ← Еропол 261 / 10 700
- 542 ← Мамолина 225 / 3550
- 419 → Ничеквеем 210 / 1460
- 343 → Чинейвеем 252 / 4440
- 315 ← Майн 475 / 32 800

- 252 → Орловка 205 / 3420
- 239 ← Ваеги 259 / 6730

- 237 → Белая 396 / 44 700

- 145 → Голяма Осиновая 288 / 8590
- 111 ← Енмиваам 285 / 11 900

- 111 → Танюрер 482 / 18 500
- ← Берьозовая 205 / 3730 (влива се в езерото Красное)

- Великая 556 / 31 000
- Туманская 268 / 9270
- Хатирка 367 / 13 400
- Апука 296 / 13 600
- Пахача 293 / 11 700
- Вивенка 395 / 13 000

- Камчатка 758 / 55 900

- 299 → Козиревка (Караковая) 222 / 8440
- 144 → Еловка (Матера) 244 / 8240

- Жупанова 242 / 6980

### Охотско море
- Голяма 275 / 10 800
- Облуковина (Златна) 213 / 3110
- Ича (Кетачан) 233 / 4530
- Морошечная 270 / 5450
- Белоголовая 226 / 4000
- Хайрюзова (Тихая, Болигинган) 265 / 11 600

- 45 → Бистрая 219 / 4080

- Тигил 300 / 17 800
- Пустая (Реклеваям) 205 / 5620
- Таловка 458 / 24 100

- 151 ← Еничаваям 311 / 7930

- Пенжина 713 / 73 500

- 306 → Чьорная 253 / 6300
- 97 ← Оклан 272 / 12 600
- ← Белая 304 / 13 800

- Парен 310 / 13 200
- Авекова 204 / 3040
- Гижига 221 / 11 900
- Яма 316 / 12 500
- Тауй 378 / 25 900

- 66 → Челомджа 228 / 12 000

- Иня 330 / 19 700

- 101 ← Нилгисиг (Нилгиси) 210 / 6380

- Улбея 399 / 13 500
- Кухтуй 384 / 8610
- Охота 393 / 19 100

- 247 ← Делкю-Охотская 221 / 6410

- Урак 229 / 10 700

- 83 → Кетанда 246 / 4130

- Уля 325 / 15 500
- Уда 457 / 61 300

- 226 ← Шевли 229 / 8090
- 61 → Мая 363 / 15 300

- Амур 2824 / 1 855 000*

- 2824 → Шилка 560 / 206 000*

- 560 → Ингода 708 / 37 200

- 232 → Чита (Читинка) 210 / —
- 189 ← Оленгуй (Аленгуй) 214 / 4070

- 560 ← Онон 1032* / 96 200*

- 185 ← Борзя 304 / 7080
- 57 ← Унда 273 / 9170

- 483 → Нерча 580 / 27 500
- 305 → Нерчуган 237 / 4490

- 2824 ← Аргун 1620* / 164 000*

- 271 → Уров 290 / 4210
- 176 → Урюмкан 226 / 4400
- 110 → Газимур 592 / 12 100

- 2760 → Амазар 290 / 11 100
- 2724 → Уруша 200 / 3500
- 2681 → Олдой (Голям Олдой) 287 / 9970

- 1936 → Зея 1242 / 233 000

- 946 ← Ток 251 / 6420
- 939 → Арги 350 / 7090
- 878 → Уркан (Горен Уркан) 234 / 3740
- 837 ← Мулмугакан (Мулмуга) 234 / 3360
- 791 ← Брянта 317 / 14 100

- 30 → Утугай 285 / 2260
- 23 ← Унаха 287 / 5340

- 680 ← Гилюй 545 / 22 500
- 588 ← Уркан (Десен Уркан) 304 / 16 200
- 485 → Деп 348 / 10 400
- 447 ← Тигда 264 / 4740
- 284 → Селемджа 647 / 68 600

- 206 → Биса 235 / 6370
- 148 ← Нора 305 / 16 700
- 78 ← Орловка (Мамин) 208 / 11 300

- 102 ← Гар 208 / 3870

- 41 → Улма 346 / 5550

- 110 → Том 433 / 16 000

- 232 → Алеун 207 / 2340

- → Завитая 262 / 2790
- 1666 → Бурея 739 / 70 700

- 458 ← Ниман 353 / 16 500
- 366 ← Туюн 200 / 3420
- 268 → Тирма 334 / 15 100

- 1242 → Биджан 274 / 7940
- 1110 → Бира 424 / 9580

- 966 ← Усури 588 / 193 000*

- 588 ← Журавльовка (Улахе) 309 / 16 000
- 450 → Сунгача 212 / 21 000

- Илистая (Лефу) 220 / 5470 (влива се в езерото Ханка)

- 357 ← Голяма Усурка (Иман) 440 / 29 600
- 214 ← Бикин 560 / 22 300
- 65 ← Хор 453 / 24 700

- 950 → Тунгуска 86 / 30 200

- 86 → Кур 434 / 13 700
- 86 ← Урми 458 / 15 000

- 76 ← Голям Ин 258 / 2640

- ← Немта 230 / 6290 (влива се в езерото Синдинское)
- ← Анюй 393 / 12 700
- → Харпи 220 / 5470 (влива се в езерото Болон)
- 673 ← Гур (Хунгари) 349 / 11 800
- 546 → Горин 390 / 22 400

- Евур 283 / 3780 (влива се в езерото Еворон)
- 126 → Харпин 221 / 2900

- → Бичи 300 / 6290 (влива се в езерото Удил)
- 146 → Амгун 723 / 55 500

- 315 → Нимелен 311 / 14 100

- 18 ← Керби 254 / 3960

- Тим 330 / 7850 (на остров Сахалин)
- Поронай 350 / 7990 (на остров Сахалин)

### Японско море
- Тумнин 364 / 22 400
- Самарга 218 / 7760
- Раздолная (Суйфун) 242* / 16 000*
- Тумъндзян (Туманган) 549* / —